# Англійський вальс (фільм)
«Англійський вальс» («Anglų valsas») — радянський художній фільм 1982 року, знятий режисером Гітісом Лукшасом на Литовській кіностудії.

## Сюжет
Мелодрама за п'єсою Джона Голсуорсі «Джой». Сімнадцятирічна Джой важко переживає відхід матері від батька. Але коли Джой сама закохується, вона починає розуміти свою матір. Дія фільму відбувається на початку століття в Англії.

## У ролях
- Аудінга Аукштікальніте — Джой
- Вайва Майнеліте — Моллі Гвін, мати Джой
- Еугенія Плешкіте — місіс Хоуп
- Генрікас Кураускас — Хоуп, полковник
- Она Кнапкіте-Юкнявічене — міс Біч, гувернантка
- Відас Александравічюс — Моріс Левер
- Гедимінас Сторпірштіс — Дік Мертон
- Крістіна Андреяускайте — Летті
- Гітіс Падегімас — Ернест
- Енрікас Качінскас — слуга
- Валентина Тарасова — Роза, покоївка

## Знімальна група
- Режисер — Гітіс Лукшас
- Сценарист — Гітіс Лукшас
- Оператор — Рімантас Юодвалькіс
- Композитор — В'ячеслав Ганелін
- Художник — Гражина Ремейкайте